# Premier League 2021 (calcio Bangladesh)
La Premier League 2021 è la 13ª edizione della massima competizione nazionale per club del Bangladesh, la squadra campione in carica è il Bashundhara Kings.

## Giocatori stranieri
| Squadra             | Giocatore 1           | Giocatore 2              | Giocatore 3           | Giocatore 4               |
| ------------------- | --------------------- | ------------------------ | --------------------- | ------------------------- |
| Abahani Ltd. Dacca  | Francisco Wagsley     | Raphael Augusto          | Kervens Belfort       | Masih Saighani            |
| Arambagh            | Ibrahim Moro          | Sadick Adams             | Christopher Chizoba   | Bradie Smith              |
| Bangladesh Police   | Ballo Famoussa        | Frederic Pooda           | Lancine Touré         | Murolimzhon Akhmedov      |
| Bashundhara Kings   | Raúl Becerra          | Fernandes                | Robinho               | Khaled Shafiei            |
| Brothers Union      | Siyo Zunapio          | Monday Osagie            | Matthew Chinedu       | Furqat Hasanboev          |
| Chittagong Abahani  | Nixon Guylherme       | Didier Brossou           | Matthew Chinedu       | Shukurali Pulatov         |
| Mohammedan          | Mounzir Coulidiati    | Souleymane Diabate       | Mohammed Abiola Nurat | Uryu Nagata               |
| Muktijoddha Sangsad | Christian Bekamenga   | Solomon King Kanform     | Sulayman Sillah       | Otabek Valijonov          |
| Rahmatganj          | Lorougnon Christ Remi | Alaaeldin Nasr Elmagraby | Dil'šod Vasiev        | Churšed Beknazarov        |
| Saif                | Emmanuel Ariwachukwu  | John Okoli               | Kenneth Ikechukwu     | Sirozhiddin Rakhmatullaev |
| Sheikh Jamal        | Pa Omar Jobe          | Solomon King Kanform     | Sulayman Sillah       | Otabek Valijonov          |
| Sheikh Russel       | Giancarlo             | Ugochukwu Obi Moneke     | Bakhtiyar Duyshobekov | Siëvuš Asrorov            |
| Uttar Baridhara     | Mahmoud Sayed         | Mostafa Kahraba          | Evgeniy Kochnev       | Saiddoston Fozilov        |

## Classifica
|                       | Pos. | Squadra             | Pt | G  | V  | N | P  | GF | GS | DR  |
| --------------------- | ---- | ------------------- | -- | -- | -- | - | -- | -- | -- | --- |
| Bangladesh (bandiera) | 1.   | Bashundhara Kings   | 65 | 24 | 21 | 2 | 1  | 60 | 10 | +50 |
|                       | 2.   | Sheikh Jamal        | 52 | 24 | 15 | 7 | 2  | 53 | 28 | +25 |
|                       | 3.   | Abahani Ltd. Dacca  | 47 | 24 | 13 | 8 | 3  | 65 | 29 | +36 |
|                       | 4.   | Saif                | 44 | 24 | 14 | 2 | 8  | 48 | 37 | +11 |
|                       | 5.   | Chittagong Abahani  | 44 | 24 | 13 | 5 | 6  | 38 | 28 | +10 |
|                       | 6.   | Mohammedan          | 43 | 24 | 12 | 7 | 5  | 36 | 25 | +11 |
|                       | 7.   | Sheikh Russel       | 36 | 24 | 11 | 3 | 10 | 36 | 31 | +5  |
|                       | 8.   | Rahmatganj          | 25 | 24 | 6  | 7 | 11 | 23 | 31 | -8  |
|                       | 9.   | Bangladesh Police   | 25 | 24 | 6  | 7 | 11 | 26 | 39 | -13 |
|                       | 10.  | Muktijoddha Sangsad | 19 | 24 | 4  | 7 | 13 | 18 | 34 | -16 |
|                       | 11.  | Uttar Baridhara     | 19 | 24 | 4  | 7 | 13 | 33 | 63 | -30 |
|                       | 12.  | Arambagh            | 8  | 24 | 2  | 2 | 20 | 20 | 66 | -46 |
|                       | 13.  | Brothers Union      | 7  | 24 | 1  | 4 | 19 | 16 | 51 | -35 |

Legenda:

      Campione del Bangladesh 2021, ammessa alla fase a gironi della Coppa dell'AFC 2022

      Ammessa ai preliminari della Coppa dell'AFC 2022

      Retrocessa in Championship League 2022

Regolamento:
Tre punti a vittoria, uno a pareggio, zero a sconfitta.
Note:
Arambagah retrocesso alla First Division League per due anni dopo il coinvolgimento in scommesse live, spot fixing, manipolazione delle partite e scommesse online in tre partite della BPL.